# Vața de Jos
Vața de Jos es una comuna ubicada en el distrito de Hunedoara, Rumania.

## Superficie
Cuenta con una superficie de 202,6 kilómetros cuadrados.

## Demografía
Hasta 2021 la población era de 3163 habitantes, con una densidad de población de 15,61 habitantes por kilómetro cuadrado.